# Rezerwat przyrody Stasin
Stasin – leśny rezerwat przyrody znajdujący się na terenie miasta Lublina w województwie lubelskim, w sąsiedztwie wsi Stasin. Leży na terenie Nadleśnictwa Świdnik (leśnictwo Stary Gaj).
Jest on położony na Płaskowyżu Nałęczowskim, w południowo-zachodniej części Lublina, na terenie Starego Gaju. Został utworzony w 1981 na powierzchni 24,40 ha. Według danych z nadleśnictwa zajmuje obecnie 25,08 ha.
Przedmiotem ochrony jest zachowanie fragmentu lasu liściastego z dużym udziałem brzozy czarnej. Podczas inwentaryzacji przeprowadzonej w 1989 roku naliczono 188 okazów tego drzewa. Inwentaryzacja w roku 2011 wykazała już tylko 84 okazy.
Na terenie rezerwatu rosną chronione gatunki roślin: wawrzynek wilczełyko, kopytnik pospolity, przytulia wonna, pierwiosnek lekarski, lilia złotogłów i parzydło leśne. Ponadto występują tu także lipa, grab, osika i dąb.